# راتایسکا
راتایسکا (به صربی: Ratajska) یک منطقهٔ مسکونی در صربستان است که در پریژپولجه واقع شده‌است. راتایسکا ۲٬۰۸۸ نفر جمعیت دارد.